# Garcinia tetralata
Garcinia tetralata là một loài thực vật có hoa trong họ Bứa. Loài này được C.Y. Wu ex Y.H. Li mô tả khoa học lần đầu tiên vào năm 1981.